# Cattleya pendula
Cattleya pendula är en orkidéart som först beskrevs av R.C.Mota, P.L.Viana och Kleber Garcia de Lacerda, och fick sitt nu gällande namn av Van den Berg. Cattleya pendula ingår i släktet Cattleya och familjen orkidéer. Inga underarter finns listade i Catalogue of Life.